# Монетний двір у Сан-Франциско
Монетний двір у Сан-Франциско — філія Монетного двору Сполучених Штатів. Був відкритий 1854 року, щоб обслужити золоті копальні Каліфорнії під час золотої лихоманки. Він швидко переріс свою першу будівлю і переїхав у нову в 1874. Друга будівля стала іменуватися «Старий Монетний двір США», і була однією з небагатьох, які пережили великий землетрус 1906 року в Сан-Франциско. Вона служила до 1937 року, коли був відкритий новий об'єкт.

## Старий монетний двір

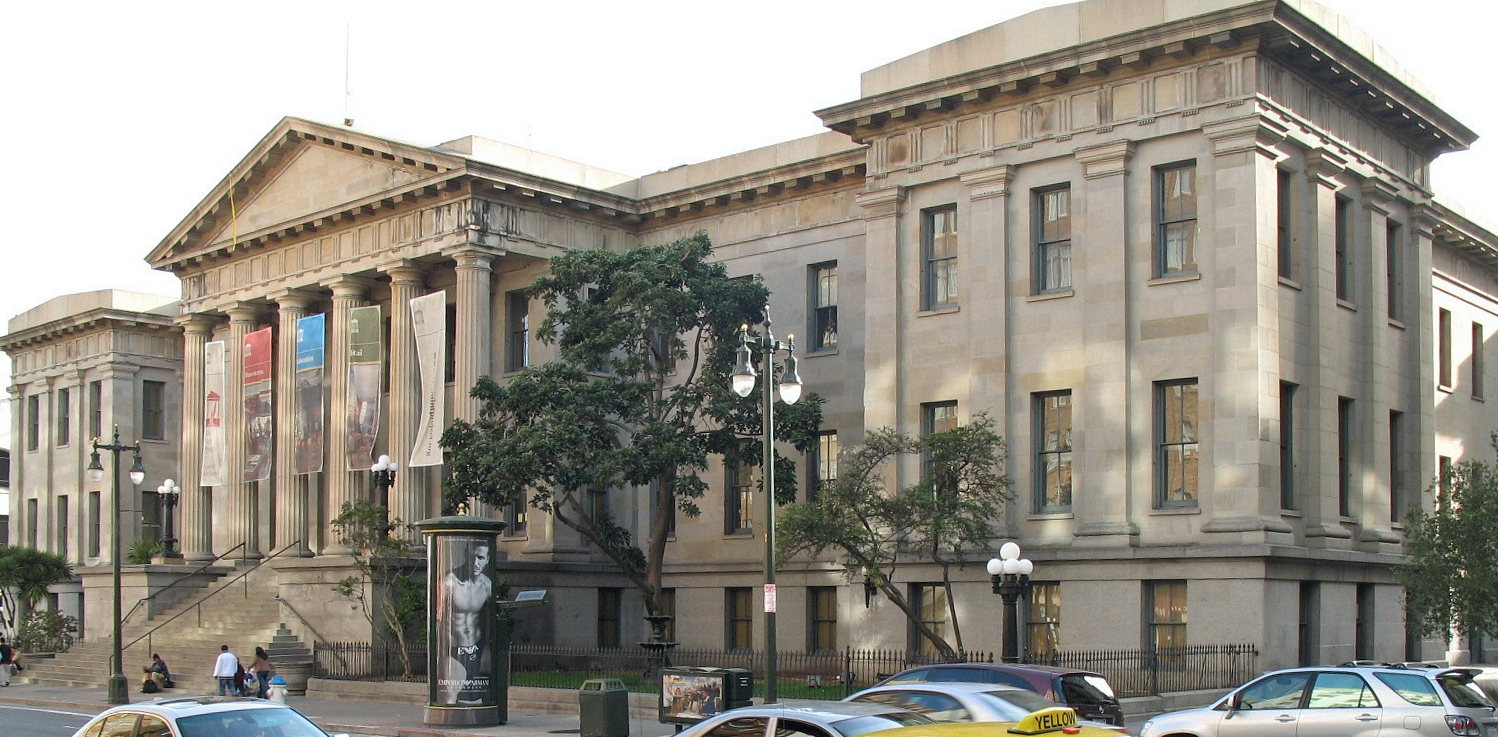

Друга будівля була завершена у 1874 році, і була розроблена в консервативному стилі грецького відродження. Вона була побудована навколо повністю закритого центрального двору, який мав особливості конструкції які врятували його під час пожежі 1906 року. Монетний двір відновив свою роботу незабаром після цього і працював за призначенням до 1937 року.
У 1961 році Старий монетний двір став Національною історичною пам'яткою. Він також став історичною пам'яткою Каліфорнії у 1974 р.
Старий монетний двір був відкритий для відвідувачів до 1993 р. У 2006 році Конгрес випустив пам'ятну монету «Сан-Франциско Старий монетний двір» — першу монету на честь монетного двору Сполучених Штатів.
У квітні 2016 року, в Каліфорнії історичне товариство вирішило провести реставрацію будівлі і її збереження як громадського простору.

## Новий монетний двір

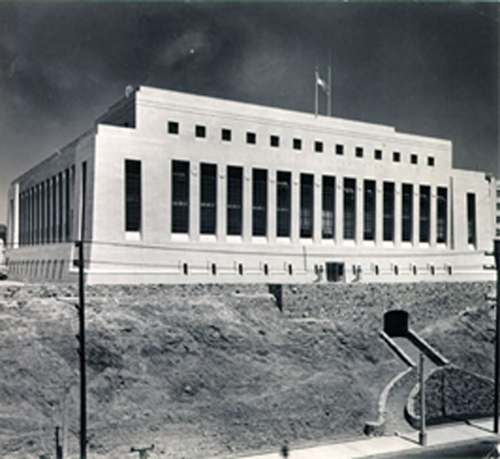

Новий монетний двір був відкритий у 1937 р. Він розташований на Hermann-стріт 155. Відвідувачів туди допускають за рідкими винятками. З 15 травня 1987 року обмеженому числу людей було дозволено здійснити поїздку до об'єкта. Цей тур був оголошений в газеті San Francisco Chronicle, з номером телефону, щоб подзвонити, щоб зарезервувати місце.

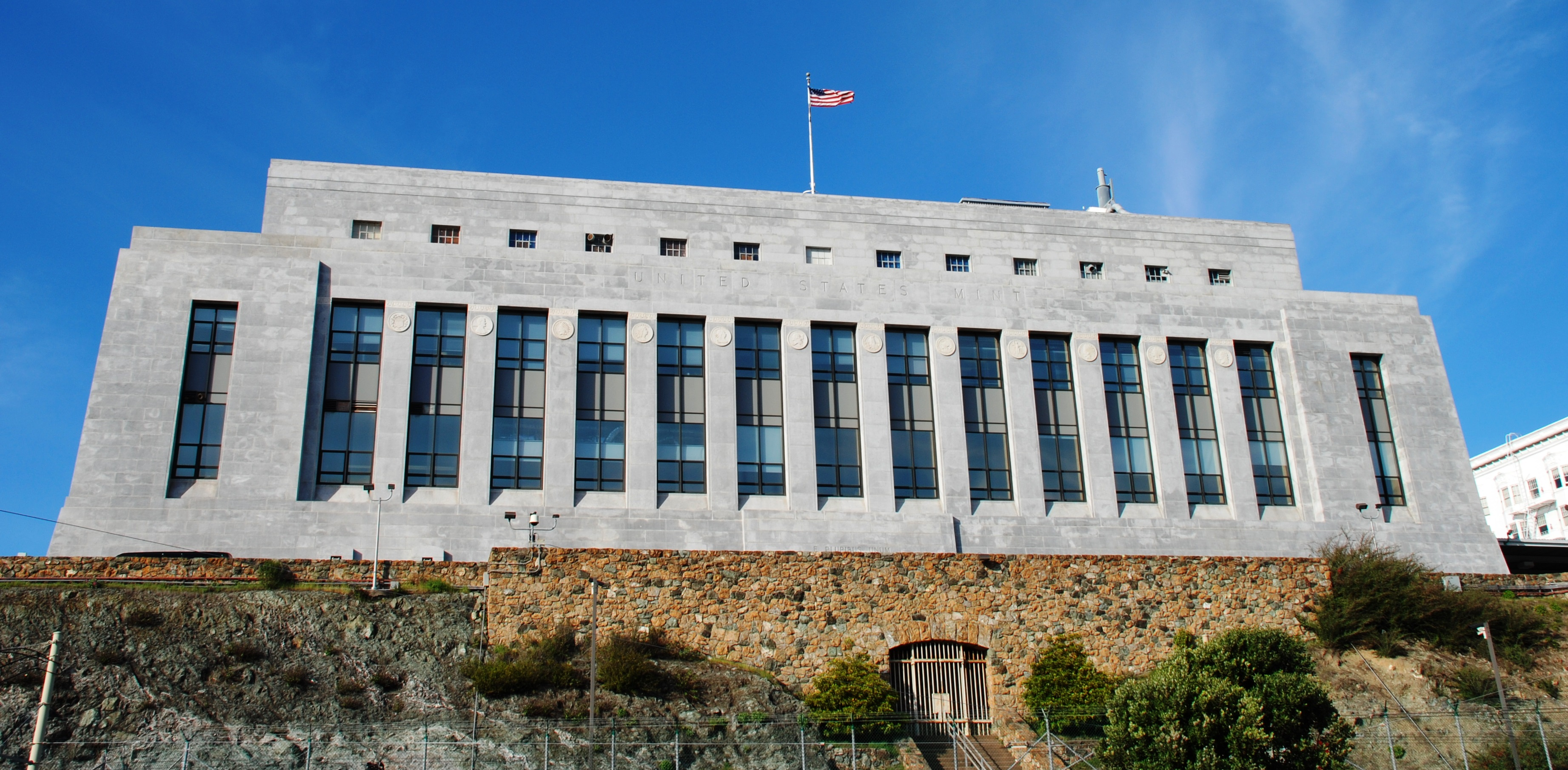

У 2006 році Монетний двір США випустив п'ятидоларову ювілейну золоту монету, а також її срібний аналог $1. Виробництво номіналу $5 було обмежено максимальним тиражом карбування 100 000 монет. Тираж срібної версія $1 був більшим і обмеженувався кількістю 500 000 монет.
У 2006 році Монетний двір США випустив срібний долар з нагоди 100-ї річниці вціління старого Монетного двору Сан-Франциско під час землетрусу 1906 року.
Монетний двір також зіграв певну роль у відновленні міста після землетрусу.
Максимальний тираж карбування: 500 000 (в той час).